# Hautasaari (ö i Rautavaara, Hautapyörre)
Hautasaari är en ö i Finland.   Den ligger i kommunen Rautavaara i den ekonomiska regionen  Nordöstra Savolax ekonomiska region  och landskapet Norra Savolax, i den centrala delen av landet, 400 km nordost om huvudstaden Helsingfors.